# Chico O’Farrill
Chico O’Farrill (Havanna, 1921. október 28. – New York, 2001. június 27.), kubai zeneszerző, zenekarvezető, hangszerelő. Különösan az afro-cuban dzsessz darabjai tették ismertté, bár hagyományos dzsessz darabokat, sőt szimfonikus műveket is komponált. Műveket írt például Machitonak („Afro-kubai szvit” Charlie Parkerrel; 1950), Benny Goodman Bebop Orchestra-jának („Undercurrent Blues”), Dizzy Gillespie-nek és Stan Kentonnak is.

## Pályafutása
Ír apától és német anyától született. Karrierje elején trombitált. A floridai Riverside Katonai Akadémián zongorázni is tanult. Iskolás évei alatt különböző kubai zenész együttesekkel dolgozott.
1948-ban New Yorkba költözött, ahol Hall Overton és Bernd Wagenaar mellett tanult.
Dolgozott Benny Goodman, Machito, Stan Kenton, a Dizzy Gillespie, Art Farmer hangszerelőjeként. 1951-től saját zenekarokat vezetett. 1955-ben visszaköltözött Havannába, onnan 1959-ben Mexikóvárosba. Itt koncert- és filmzenéket írt. 1965-től ismét New Yorkban dolgozott. Count Basie, Cal Tjader, Clark Terry, Candido, Frank Wess, Gato Barbieri, Mario Bauzá és a saját lemezei számára komponált. Ezen kívül  zenét a tévéknek és reklámfilmekhez is.

## Lemezeiből
- 1996: Cuban Blues – The Chico O’Farrill Sessions, 1950–54
- 1998/99: Heart Of A Legend
- 2000: Carambola

## Díjak
- 1995: Grammy-díj jelölés – (Best Latin Jazz Performance; Pure Emotion, Album)
- https://newsroom.ucla.edu/releases/arturo-o-farrill-a-six-time-grammy-winning-pianist-composer-and-music-educator-has-been-appointed-professor-of-global-jazz-studies-and-music